# لئوپولد کرونکر
لئوپولد کرونکر (۷ دسامبر ۱۸۲۳ – ۲۹ دسامبر ۱۸۹۱) ریاضی‌دان و منطق‌دان آلمانی بود، او بر این باور بودکه حساب و آنالیز باید بر پایه ی عددهای درست بنا شوند. او در یک جمله معروف می‌گوید:خداوند عددهای درست را آفرید، همه چیزهای دیگر ساخته ی آدمی است. کرونکر از دانشجویان و دوستان قدیمی ارنست کومر بود.
اهمیت کارهای او بیشتر در جبر و منطق ریاضی است. همچنین او از مخالفان سرسخت کانتور و از پیشگامان شهودگرایی ریاضی بود. برخی نمادها و معادله های ریاضی همچون دلتای کرونکر به نام او نامگذاری شده‌اند.